# 玉木宏
玉木 宏（たまき ひろし、1980年〈昭和55年〉1月14日 - ）は、日本の俳優・歌手。愛知県名古屋市出身。アオイコーポレーション所属。
妻は女優の木南晴夏。義姉は女優の木南清香。

## 略歴
中学3年生の頃、ドラマ『若者のすべて』（フジテレビ）に影響を受けて、芸能界入りを志しオーディションを受けるも、この時は叶わなかったが、名古屋市立富田高等学校2年生（16歳）の時に名古屋のサカエチカで、現在の所属事務所アオイコーポレーションの社長である葵てるよしにスカウトされた。
高校を卒業とともに上京し、1998年、ドラマ『せつない』（テレビ朝日）で俳優デビューした。
1998年の上京当時から、目黒区碑文谷のゴルフ場内にあるレストランや、コンビニエンスストアの店員、日払いの引っ越し業のアルバイトを、2003年の連続テレビ小説出演をきっかけに辞めるまで、主にオーディションで役を得る生活だった。
2001年公開の映画『ウォーターボーイズ』の佐藤勝正役で注目を浴び、2003年の連続テレビ小説『こころ』でヒロインが恋心を抱く花火職人を演じ広く認知される。
2004年の月9ドラマ『愛し君へ』（フジテレビ）や、ポカリスエット「バリカンと海」のCM、「ナツイチ」のイメージキャラクターなどで知名度が大きく高まった。
2004年3月放送のWOWOWのドラマW『恋愛小説』でテレビドラマ初主演。同年11月公開の『雨鱒の川』で映画初主演。
2006年1月、NHK 土曜ドラマ『氷壁』で連続ドラマ初主演。このドラマの第2回「生死を賭けた挑戦」が2006年11月7日、ABU賞テレビ・ドラマ番組部門を受賞した。またこの年は、NHK大河ドラマへの初出演や、10月に映画『ただ、君を愛してる』の主演、フジテレビ月9ドラマ『のだめカンタービレ』（フジテレビ）の千秋真一役を演じて飛躍の年となった。2007年2月、エランドール賞新人賞を受賞。
2010年4月23日からbayfmで、初のレギュラーラジオ番組『Naked』の開始や、同年12月5日には初ナビゲーター番組『ダ・ヴィンチの指紋』（BS朝日）が放送された。
2012年9月26日に中国で公開されたチョウ・ユンファ主演の中国映画『曹操暗殺 三国志外伝』（2014年3月22日日本公開）に出演。外国語映画にはこれが初出演となる。
2012年10月26日から放送の『アイアンシェフ』（フジテレビ） で前任の鹿賀丈史に代わり新たに主宰に抜擢された。玉木曰く「30歳を超えて新しいチャレンジをしたいという思いが日々あった」との事である。
2013年3月7日、『ホテル マジェスティック〜戦場カメラマン澤田教一 その人生と愛〜』で初舞台で初主演。
時代劇には2002年の『SABU 〜さぶ〜』が初めての出演になる。NHK大河ドラマには2006年に『功名が辻』の主人公の弟 山内康豊 役で初出演し、2007年にテレビドラマ『敵は本能寺にあり』で織田信長、2008年には2度目の大河ドラマ『篤姫』で坂本龍馬を演じた。2012年、『平清盛』の源義朝 役が3度目の大河ドラマ出演となる。
2014年1月1日放送のNHK正月時代劇 『桜ほうさら』で、時代劇ドラマ初主演。同年7月26日公開の映画『幕末高校生』の勝海舟 役で、時代劇映画初主演となる。
2015年のNHK朝ドラ『あさが来た』で、主人公の夫・白岡新次郎役を演じ、『週刊ザテレビジョン』（KADOKAWA）主催の第88回ザテレビジョンドラマアカデミー賞助演男優賞を受賞。
2017年10月、2度目となる舞台『危険な関係』で主演や、月曜日から金曜日まで毎週放送されるドキュメンタリー番組『路地裏遺産』でナレーターを務める。
2017年から『玉木宏 音楽サスペンス紀行』シリーズでナビゲーターや、2021年からは『世界サブカルチャー史 欲望の系譜』シリーズ（共にNHK BSプレミアム）でナレーションを務める。（ドキュメンタリー番組参照）

### 音楽活動および写真家など
2003年、映画『ROCKERS』でギタリスト役を演じたことをきっかけに、2004年6月2日ファーストシングル『Seasons』で歌手デビューした。
2006年、所属レコード会社をエイベックスに移籍し、Zepp5か所で初ライブツアーを行う。2009年に全国ツアー『alive』、2010年には香港、韓国でアジアツアー『alive』を行う。
2011年、所属レコード会社をユニバーサルミュージックに移籍し、初の台湾公演を皮切りに国内ホール公演を含むツアー『R.G.B 2011』を行う。
また同年11月には、初めてとなる写真展、ダイヤモンドをテーマにした『TASAKI Timeless Message Photo Gallery』を開催し、2013年11月には第2弾となる、真珠をテーマにした『TASAKI Pearly Planet Photo Gallery』を開催した。2025年、ライカギャラリーにて写真展「Roots」を開催する。
その他にも、MVやショートフィルム、「2025年大阪・関西万博」に関する映像プロジェクトの監督も務める。

### 私生活
2018年（平成30年）6月29日、8年前に共通の友人を通じて知り合った女優の木南晴夏と6月26日に入籍したことを、双方の公式サイトならびにSNSを通じて発表した。
2020年（令和2年）8月4日、第一子が誕生していたことが報じられた。報道を受け、木南の所属事務所が公式に事実であることを発表した。なお、子どもの性別や具体的な誕生日については公表しない方針であるという。

## 人物
- 身長180cm、血液型はA型[注 1]、靴のサイズは27.5 cm[1]。
- 趣味はカメラで、特技は水泳[1]。保育園から中学校までスイミングスクールに通っていた[注 16]。
- 運動はほかにも、2005年ころからボクシングや、2020年ころにはブラジリアン柔術[54]。2023年8月、俳優・岡田准一と共に8月31日ラスベガスで開催される世界最大規模のブラジリアン柔術の大会『ワールドマスター2023』にエントリーしたことが同大会の公式サイトで発表された。玉木の出場クラスは「マスター3青帯フェザー級」[55]。同年9月2日（日本時間3日）に実施され、初戦はランキング30位の玉木が同35位の相手を終始攻め続けて判定勝ちしたが、2戦目はランキング2位の格上の相手にポイントを取られ、そのままポイント0－2でタイムアップして敗れた[56]。
- ボール投げ・アーチェリーなどは左利きで、箸・包丁・筆などは右利きである[57]。
- 忙しい中でもいつもフラットな状態でいたいので、前の日がどんなに遅くても早起きをして、自分の時間を作るようにしている[58]。
- 祖父が亡くなるまで住んでいた隠岐諸島の西ノ島が自身のルーツで、子どもの頃暮らしていた名古屋から毎年西ノ島を訪れていた[59]。紀行番組『玉木宏の秘境ふれあい紀行』（BS朝日）でも訪ねており[60]、2018年には、島根県の「ご縁フルエンサー」を務めたほか、2025年には同島を撮影した写真展「Roots」を開催した[61]。（その他参照）

### 趣味・嗜好
- 肉、特にハラミが一番の好物。地元名古屋の味噌カツ、味噌煮込みうどんや[62]、コメダのシロノワール、チョコレートやショートケーキ、ぜんざいなど甘い物も好き[注 17]。CMにも出演していたミスタードーナツでは、学生の頃から「ココナツチョコレート」がお気に入りで、朝食として食べたりもする[64]。嫌いな物は、梅や納豆、ユズ、茗荷、パクチー、スイカ、メロン、キュウリ、紅ショウガ、冷やし中華など[16]。
- お酒は、以前はテキーラしか飲めないと言っていた[16] が、2010年頃から赤ワインも嗜むようになった[65][注 18]。
- 靴下が大嫌いで、年間を通して基本的に素足にサンダルを愛用している。その一方で、たくさんのスニーカーをコレクションして自宅に飾っているが、実際には履かないので新品のものがほとんどである。普段よく履くサンダルは、気に入った数足しか所持していない[16]。
- 自宅のクローゼットに除湿機を設置したり、ハンガー選びやハンガーの向きや服のたたみ方などにこだわりを持っている[67]。
- さくらももこにファンレターを出した事があり[注 19]、2006年にはフジテレビ系実写ドラマ『ちびまる子ちゃん』にも出演した。2007年5月25日放送の『ドラえもん のび太からのプレゼント しずかちゃんの心の秘密』には、玉木宏としてアニメスチル画が映された。
- オスのチワワを飼っていた[69]。猫アレルギー[70]なので飼うなら絶対に犬と言っている[71]。
- グッズのデザインなどのためにいつも筆ペンとFAX用紙を持ち歩いている。筆ペンには相当のこだわりがあり愛用しているのは「クレタケ筆ごこち」で、2011年5月20日に『ハッピーMusic』に出演した時に書きやすいと選んだのは「PILOT ペチット3」[72]。
- 23歳の時にローライフレックスを購入したことがきっかけでカメラを始めた[73][注 20]バースディカメラの1980年製ライカも所有し、2006年公開の映画『ただ、君を愛してる』の撮影時には写真撮影指導の写真家から暗室設備を譲り受け、自宅に暗室も作っているが、デジタルカメラも愛用している[74][注 21]。2015年公開の映画『神様はバリにいる』撮影時には、水中写真を撮るためにバリ島でダイビングのライセンスを取り[76]、船舶1級免許も取得している[77][78]。

## 出演
主演は役名を太字で示す。

### テレビドラマ
- せつない 第21話（1998年8月、テレビ朝日）
- 私ってへん?（1998年8月9日、TBS）
- GTO 第10話（1998年9月8日、関西テレビ） - 玉木 役
- セミダブル（1999年4月 - 6月、フジテレビ）
- あぶない放課後 第7話（1999年5月24日、テレビ朝日） - 速水わたる 役
- 国産ひな娘 第25話（1999年9月22日、テレビ東京）
- 天国に一番近い男 第3話（1999年12月2日、TBS） - 不良 役
- 別れさせ屋 第6話（2001年2月12日、よみうりテレビ） - 社長の昔の想い人 役
- 傷だらけのラブソング（2001年10月 - 12月、関西テレビ） - 圭太 役
- SABU 〜さぶ〜（2002年5月14日、名古屋テレビ） - 金太 役[注 12]
- ツーハンマン（2002年7月 - 9月、テレビ朝日） - 平林健 役
- ぼくが地球を救う 第4話（2002年7月25日、TBS） - 大久保新一 役
- リモート（2002年10月 - 12月、日本テレビ） - 上島伸吾 役
- 新春ドラマスペシャル 秋刀魚の味（2003年1月3日、フジテレビ） - 平山和夫 役
- 連続テレビ小説（NHK総合）
  - こころ（2003年3月 - 9月） - 堀田匠 役
  - あさが来た（2015年9月28日 - 2016年4月2日） - 白岡新次郎 役
    - あさが来たスピンオフ 割れ鍋にとじ蓋（2016年4月23日、NHK BSプレミアム）
- 中学生日記静岡さすらい編 新しい歌 前編 / 後編（2003年9月20日 / 27日、NHK名古屋）
- WATER BOYS（2003年7月 - 9月、フジテレビ） - 佐藤勝正 役※友情出演
- ドラマW 恋愛小説（2004年3月14日、WOWOW） - 久保聡史 役※初主演[注 7]
- 愛し君へ（2004年4月 - 6月、フジテレビ） - 折原新吾 役
- ラストクリスマス（2004年10月 - 12月、フジテレビ） - 日垣直哉 役
- ヒューマンドラマスペシャル 天国へのカレンダー（2005年5月20日、フジテレビ） - 望月隼人 役
- 赤い運命（2005年10月4日 - 6日、TBS） - 吉野俊介 役
- 土曜ドラマ 氷壁（2006年1月 - 2月、NHK総合） - 奥寺恭平 役※連続ドラマ初主演[79]
- 大河ドラマ（NHK総合）
  - 功名が辻（2006年） - 山内康豊 役
  - 篤姫（2008年） - 坂本龍馬 役
  - 平清盛（2012年） - 源義朝 役
  - 青天を衝け（2021年） - 高島秋帆 役
- トップキャスター（2006年4月 - 6月、フジテレビ） - 蟹原健介 役
- のだめカンタービレ（2006年10月 - 12月、フジテレビ） - 千秋真一 役[注 22]
  - のだめカンタービレ in ヨーロッパ（2008年1月4日・5日）
- ちびまる子ちゃん（2006年10月31日、フジテレビ） - 若い時のさくらヒロシ 役
- 星ひとつの夜（2007年5月25日、フジテレビ） - 岩崎大樹 役
- 敵は本能寺にあり（2007年12月16日、テレビ朝日） - 織田信長 役
- 鹿男あをによし（2008年1月 - 3月、フジテレビ） -  小川孝信 役
- ラブシャッフル（2009年1月 - 3月、TBS） -  宇佐美啓 役
- MW-ムウ- 第0章 〜悪魔のゲーム〜（2009年6月30日、日本テレビ） - 結城美智雄 役
- 世にも奇妙な物語 20周年スペシャル・秋 〜人気作家競演編〜「殺意取扱説明書」（2010年10月4日、フジテレビ） - 木谷晋吾 役
- ギルティ 悪魔と契約した女（2010年10月 - 12月、関西テレビ） - 真島拓朗 役
- 松本清張ドラマスペシャル 砂の器（2011年9月10日 - 11日、テレビ朝日） - 吉村弘 役
- 宮部みゆき・4週連続 “極上”ミステリー 最終夜 レベル7（2012年5月28日、TBS） - 緒方祐司 役
- 鍵のかかった部屋 第10話・最終話（2012年6月18日・25日、フジテレビ） - 佐藤学（偽名） / 椎名章（本名） 役
- 金曜ロードSHOW! 特別ドラマ企画 家族、貸します 〜ファミリー・コンプレックス〜（2012年7月27日、日本テレビ） - 山室修司 役
- 結婚しない（2012年10月 - 12月、フジテレビ） - 工藤純平 役
- dinner 第1話（2013年1月13日、フジテレビ） - 玉木宏（本人） 役
- ドラマスペシャル 事件救命医〜IMATの奇跡〜（2013年10月6日、テレビ朝日） - 日向晶 役
  - 事件救命医2〜IMATの奇跡〜（2014年6月15日）
- NHK正月時代劇 桜ほうさら（2014年1月1日、NHK総合） - 古橋笙之介 役[80]
- 私の嫌いな探偵（2014年1月 - 3月、テレビ朝日） - 鵜飼杜夫 役
- きょうは会社休みます。（2014年10月 - 12月、日本テレビ） - 朝尾侑 役[81]
- オリエント急行殺人事件（2015年1月11日・12日、フジテレビ） - 安藤伯爵 役
- 残念な夫。（2015年1月 - 3月、フジテレビ） -  榛野陽一 役
- 土曜プレミアム 天才探偵ミタライ〜難解事件ファイル「傘を折る女」〜（2015年3月7日、フジテレビ） - 御手洗潔 役[82]
- 巨悪は眠らせない 特捜検事の逆襲（2016年10月5日、テレビ東京） - 冨永真一 役[83][84]
  - 巨悪は眠らせない 特捜検事の標的（2017年10月4日）[85][86]
- キャリア〜掟破りの警察署長〜（2016年10月 - 12月、フジテレビ） -  遠山金志郎 役[87][88]
- 女の勲章（2017年4月15日・16日、フジテレビ） - 八代銀四郎 役[89]
- ドラマスペシャル 松本清張 鬼畜（2017年12月24日、テレビ朝日） - 竹中宗吉 役[90]
- あなたには帰る家がある（2018年4月13日 - 6月22日、TBS） - 佐藤秀明 役[91]
- 連続ドラマW（WOWOW）
  - 盗まれた顔 〜ミアタリ捜査班〜（2019年1月5日 - 2月2日） - 白戸崇正 役[92]
  - だから殺せなかった（2022年1月9日 - 2月6日）- 一本木透 役[93]
  - ゴールデンカムイ -北海道刺青囚人争奪編- 第1話 - 第3話・第6話 - 最終話（2024年10月6日 - 20日・11月10日 - 12月1日、WOWOW） - 鶴見篤四郎 役[94][95]
- プレミアムドラマ 盤上のアルファ〜約束の将棋〜（2019年2月3日 - 2月24日、NHK BSプレミアム） - 秋葉隼介 役[96]
- スパイラル〜町工場の奇跡〜（2019年4月15日 - 6月3日、テレビ東京） - 芝野健夫 役[97]
- 竜の道 二つの顔の復讐者（2020年7月28日[注 23] - 9月15日、関西テレビ） - 矢端竜一 役[100]
- 極主夫道（2020年10月11日 - 12月13日、日本テレビ） - 黒田龍 役[101]
  - 極主夫道 爆笑!カチコミSP（2022年5月27日） [102]
- 桜の塔（2021年4月15日 - 6月10日、テレビ朝日） - 上條漣 役[103]
- マイファミリー（2022年4月10日 - 6月12日、TBS） - 葛城圭史 役[104][105]
- アクターズ・ショート・フィルム3「COUNT 100」（2023年2月11日、WOWOWプライム） - 監督・脚本・出演[47]
- ジャンヌの裁き（2024年1月12日 - 3月8日、テレビ東京） - 越前剛太郎 役[106]
- おいち不思議がたり（2024年9月1日 - 10月20日、NHK BS・BSプレミアム4K） - 松庵 役[107]
- プライベートバンカー 第3話（2025年1月23日、テレビ朝日） - 天宮寺宏樹 役[108]　※友情出演

### 映画
- クリスマス・イヴ（2000年4月21日、ギャガ・コミュニケーションズ） - 小坂展高 役
- ウォーターボーイズ（2001年9月15日、東宝） - 佐藤勝正 役
- SABU 〜さぶ〜（2002年10月5日、キネマ旬報） - 金太 役[注 12]
- 群青の夜の羽毛布（2002年10月5日、ギャガ・コミュニケーションズ） - 伊藤鉄男 役
- ROCKERS（2003年9月27日、ギャガ・コミュニケーションズ） - 谷信之（タニ〈谷信雄〉） 役
- SPIRIT（2004年2月21日、スペースシャワーピクチャーズ） - キョウ 役
- 恋愛小説（2004年6月19日、WOWOW） - 久保聡史 役[注 7]
- 雨鱒の川（2004年11月13日、ミコット&バサラ） - 加藤心平 役※映画初主演
- ゴーストシャウト（2004年12月18日、東京テアトル） - 健太の孫 役
- 殴者 NAGURIMONO（2005年9月23日、ワイズポリシー） - 暗雷 役
- 変身（2005年11月19日、日本出版販売） - 成瀬純一 役
- ただ、君を愛してる（2006年10月28日、東映） - 瀬川誠人 役
- ミッドナイト・イーグル（2007年11月23日、松竹） - 落合信一郎 役
- スマイル 聖夜の奇跡（2007年12月15日、東宝） - 玉木先生 役※友情出演
- KIDS（2008年2月2日、東映） - タケオ 役[注 24]
- 真夏のオリオン（2009年6月13日、東宝） - 倉本孝行 役
- MW-ムウ-（2009年7月4日、ギャガ・コミュニケーションズ） - 結城美智雄 役[109][注 25]
- のだめカンタービレ 最終楽章 （前編 / 2009年12月19日、後編 / 2010年4月17日、東宝） - 千秋真一 役[注 22]
- 大奥（2010年10月1日、松竹 / アスミック・エース） - 松島 役※特別出演
- プリンセス トヨトミ（2011年5月28日、東宝） - たこ焼き屋のあんちゃん 役※カメオ出演[110]
- 聯合艦隊司令長官 山本五十六（2011年12月23日、東映） - 真藤利一 役[111]
- すべては君に逢えたから（2013年11月22日、ワーナー・ブラザース映画） - 黒山和樹 役
- 曹操暗殺 三国志外伝（2014年3月22日、中国） - 穆順 役
- 幕末高校生（2014年7月26日、東映） - 勝海舟 役[注 26]
- 神様はバリにいる（2015年1月17日、ファントム・フィルム） - リュウ 役
- 探偵ミタライの事件簿 星籠の海（2016年6月4日、東映） - 御手洗潔 役[112]
- 悪と仮面のルール（2018年1月13日、ファントム・フィルム） - 久喜文宏 / 新谷弘一 役[113]
- ラプラスの魔女（2018年5月4日、東宝） - 中岡祐二 役[114]
- ラブ×ドック（2018年5月11日、アスミック・エース） - 野村俊介 役[115]
- 空母いぶき（2019年5月24日、キノフィルムズ） - 瀬戸斉明 役[116]
- HOKUSAI（2021年5月28日、S・D・P） - 喜多川歌麿 役[117]
- 極主夫道 ザ・シネマ（2022年6月3日、ソニー・ピクチャーズ エンタテインメント） - 黒田龍 役[118][119][120]
- キングダム2 遥かなる大地へ（2022年7月15日、東宝 / ソニー・ピクチャーズ エンタテインメント） - 昌平君 役[121]
  - キングダム 運命の炎（2023年7月28日）[122]
  - キングダム 大将軍の帰還（2024年7月12日）[123]
- この子は邪悪（2022年9月1日、ハピネットファントム・スタジオ） - 窪司朗 役[124][125]
- 七人の秘書 THE MOVIE（2022年10月7日、東宝） - 緒方航一 役[126]
- ブラックナイトパレード（2022年12月23日、東宝） - クネヒト 役 ※声の出演[127]
- 沈黙の艦隊（2023年9月29日、東宝） - 深町洋 役[128]
- ゴールデンカムイ（2024年1月19日、東宝） - 鶴見篤四郎 役[129]
- 十一人の賊軍（2024年11月1日、東映） - 山縣狂介 役[130]
- 雪風 YUKIKAZE（2025年8月15日、ソニー・ピクチャーズ エンタテインメント / バンダイナムコフィルムワークス） - 早瀬幸平 役[131]

### 吹き替え
- タイムライン（2004年1月17日、ギャガ＝ヒューマックス） - クリス・ジョンストン 役（ポール・ウォーカー）
- マダガスカル（2005年8月13日、ドリームワークス） - アレックス 役
  - マダガスカル2（2009年3月14日）
  - マダガスカル3（2012年8月1日）[132]
- ジュラシック・ワールド（2015年8月5日、東宝東和） - オーウェン・グレイディ 役（クリス・プラット）[133][134] ※劇場公開版
  - ジュラシック・ワールド/炎の王国（2018年7月13日）[135]
  - ジュラシック・ワールド/新たなる支配者（2022年7月29日）[136]

### 劇場アニメ
- シナぷしゅ THE MOVIE ぷしゅほっぺにゅうワールド（2023年5月19日、テレビ東京・CEKAI） - タオルの妖精・にゅう 役（特別出演）[137]
  - シナぷしゅ THE MOVIE ぷしゅほっぺダンシングPARTY（2025年5月16日）[138]

### 舞台
- ホテル マジェスティック 〜戦場カメラマン澤田教一 その人生と愛〜（2013年3月7日 - 27日、新国立劇場 中劇場 / 森ノ宮ピロティホール / 名鉄ホール） - 澤田教一 役
- 危険な関係（2017年10月8日 - 31日、シアターコクーン / 2017年11月9日 - 14日、森ノ宮ピロティホール） - ヴァルモン子爵 役[35]

### オリジナルビデオ
- ゴーストシステム（2002年） - 日暮亘 役
- リボルバー 青い春（2003年7月） - オサム 役

### 配信ドラマ
- 沈黙の艦隊 シーズン1 〜東京湾大海戦〜（2024年2月9日 - 、Amazon Prime Video） - 深町洋 役[139]
- イクサガミ（2025年11月配信予定、Netflix） - 菊臣右京 役[140]

### ゲーム
- ローグギャラクシー（2005年12月8日） - ジェスター・ローグ 役
- トレジャーリポート 機械じかけの遺産（2011年5月26日） - ジョン・エバンス 役
- LOST JUDGMENT 裁かれざる記憶（2021年9月24日）- 相馬和樹 役
- アサシン クリード シャドウズ（2025年3月20日発売） - 織田信長 役

### バラエティ番組
- アイアンシェフ（2012年10月26日 - 2013年3月22日、2013年7月3日、フジテレビ） - 司会

### MV
- GReeeeN「暁の君に」（2016年12月7日） - 『キャリア〜掟破りの警察署長〜』のスピンオフ企画[141]

### ドキュメンタリー番組
- 世界ウルルン滞在記 雲の上で暮らすコンソ族に…玉木宏が出会った（エチオピア、2002年5月5日、MBS）
- BS朝日開局10周年特別番組 ダ・ヴィンチの指紋 （2010年12月5日、BS朝日） - ナビゲーター[28]
- 地球大紀行スペシャル(CBC)
  - CBC開局60周年記念番組[142] 情熱カリブ躍動紀行 玉木宏がラテンの魂に迫る!（2011年2月5日）[143]
  - 世界海峡 イスタンブール〜玉木宏アジア紀行 最果ての海へ!〜（2012年1月28日）
- NHKスペシャル 異端の王 〜悠久の古代文明紀行〜（2012年2月18日、NHK総合） - ナビゲーター[144]
- 裸にしたい男 「玉木宏（前編 / 後編）」（前編2012年4月14日 / 後編4月21日、NHK BSプレミアム）
- 旅のチカラ 「決定的瞬間がとらえた心 〜玉木宏 ベトナム〜」（2013年3月7日、NHK BSプレミアム）
- 玉木宏の秘境ふれあい紀行（2014年10月2日 - 2015年9月24日、BS朝日）
- 玉木宏の歴史タイムトリップスペシャル 戦後70年教科書から消された英雄 〜韮山反射炉を造った江川英龍〜（2015年6月7日、BSフジ） - ナビゲーター[145]
- フェルメールとレンブラント〜オランダ黄金時代の奇跡〜（2016年1月30日、TBS） - ナビゲーター[146]
- 玉木宏 音楽サスペンス紀行（NHK BSプレミアム） - ナビゲーター
  - 〜マエストロ・ヒデマロ 亡命オーケストラの謎〜（スーパープレミアム、2017年7月29日）[147][148]
  - ショスタコーヴィチ 死の街を照らした交響曲第7番（2019年1月2日）[149]
  - 引き裂かれたベートーヴェン その真実（2022年11月5日）[150]
- 玉木宏が行く 遙かなる南米鉄道の旅（NHK BS・BSプレミアム4K） - 旅人[151][152]
  - 第一話〜ペルー・チリ〜（2024年1月19日、BSプレミアム4K / 2月17日、BS）
  - 第二話〜ブラジル・コロンビア〜（2024年1月26日、BSプレミアム4K / 2月24日、BS）
  - 第三話〜アルゼンチン・パラグアイ〜（2024年2月2日、BSプレミアム4K / 3月2日、BS）

#### ナレーション
- MLB2009 日本人メジャーリーガーの群像「大記録への道〜イチロー」（2009年12月24日、NHK BS1）
- ヨーロッパ極上旅プラン〜あなたのワガママ応えます!〜（2010年3月13日、NHK BShi）
- 女たちの、じぶん開国〜ヨーロッパで人生プチ・リセット〜（2010年3月23日、NHK教育）
- 路地裏遺産（2017年10月2日 - 2018年9月28日、毎週月曜 - 金曜、BSジャパン）[36][37]
- スポーツ×ヒューマン 「寝技で極める最強への道 柔術 リダ・ハイサム」（2020年11月23日、NHK BS1）[153]
- 金とく 「そして、音が生まれる」（2021年3月5日、NHK名古屋放送局 / 2021年3月18日、NHK地域局発）[154][155]
- 世界サブカルチャー史 欲望の系譜（NHK）[156][157][158]
  - アメリカ 幻想の70s（2021年3月29日、BS4K[159] / 2021年4月24日、 2022年6月18日、BSプレミアム）
  - アメリカ 理想の50s（2022年5月7日、BSプレミアム）
  - アメリカ 闘争の60s（2022年5月14日、BSプレミアム）
  - アメリカ 葛藤の80s（2022年6月25日、BSプレミアム）
  - アメリカ 喪失の90s（2022年7月16日、BSプレミアム）
  - アメリカ 不信の2000s（2022年7月23日、BSプレミアム）
  - アメリカ 分断の10s（2022年8月6日、BSプレミアム）
  - フランス 興亡の60s（2022年8月13日、BSプレミアム）
  - シーズン2 逆説の60 - 90s 第1回 - 第4回（2023年2月4日 - 2月25日）[160]
  - シーズン3 日本 逆説の60 - 90s 第1回 - 第4回（2023年3月4日 - 3月25日）[161]
  - シーズン4 21世紀の地政学（BSプレミアム4K、Eテレ）[162][163][164][165][166]
    - アイドル編（2024年1月6日、BSプレミアム4K / 4月5日 - 19日、Eテレ）
    - ヒップホップ編（2024年1月13日、BSプレミアム4K / 4月26日 - 5月10日、Eテレ）
    - ポップス編（2024年2月3日、BSプレミアム4K / 5月17日 - 31日、Eテレ）
    - ゴシップ編（2024年2月10日、BSプレミアム4K / 6月7日 - 21日、Eテレ）
    - サイバーパンク編（2024年3月2日、BSプレミアム4K / 6月28日 - 7月12日、Eテレ）
    - ゲーム編（2024年3月9日、BSプレミアム4K / 8月2日 - 8月16日、Eテレ）
    - アニメーション編（2024年4月6日、BSプレミアム4K / 8月23日 - 9月6日、Eテレ）
    - ジャポニズム編（2024年4月13日、BSプレミアム4K / 9月13日 -  9月27日、Eテレ）
- テレメンタリー2023 "3.11"を忘れない89 防潮堤が残したもの〜海の町の巨大な壁〜（2023年3月4日、テレビ朝日）  [167]

### ラジオ
- 玉木宏のオールナイトニッポン（2007年11月16日、ニッポン放送）
- Naked（2010年4月23日 - 2012年3月30日、bayfm）
- 玉木宏のオールナイトニッポンGOLD（2013年2月8日、ニッポン放送）

### CM
- ソニー「VAIO」（2001年5月）
- 大塚製薬 「ポカリスエット」（2002年3月 - 7月）[注 27]
- 資生堂 「ピエヌ」（2002年 - 2004年）
- 永谷園（2002年 - 2022年）[168]
- SEED 「plusmix」（2003年10月 - 2007年9月）
- 丸井（2004年 - 2008年）
- アサヒビール
  - 「本生 オフタイム」（2004年3月）
  - 「クリアアサヒ プライムリッチ」（2018年 - 2019年）[169][170]
- 名古屋鉄道 「ミュースカイ」（2004年10月）
- シチズン（2004年 - 2006年）
- NEC
  - 「LaVie / VALUESTAR」（2004年 - 2011年）
  - 「Lui」[注 27]（2008年4月）
  - 「VersaPro UltraLite」（2008年6月 - 2009年1月）
- 講談社 「with」（2005年2月）
- ダスキン「ミスタードーナツ」（2005年 - 2011年）[171]
- ラ・パルレ「エステティックサロン」（2006年 - 2007年）
- 四国電力（2006年 - ）[172][173]
- 読売新聞 「世の中を、人の中へ。」（2007年 - 2009年）
- サントリーフーズ「ヴィッテル」（2007年）
- マツダ
  - DEMIO（2007年 - 2011年）
  - AXELA（2009年6月）[注 28]
  - PREMACY（2009年12月 - 2010年1月）
- ユーキャン「通信講座」（2008年 - 2009年）
- モンデリーズ・ジャパン「クロレッツ」（2008年 - 2016年）[174][175][176][177]
- NECカシオモバイルコミュニケーションズ「FOMA」
  - N705iμ（2008年2月、NEC）
  - N906i / N906iμ（2008年6月、NEC）
  - N706i（2008年7月、NEC）
  - N-01A（2008年11月、NEC）
  - N-04A（2009年1月、NEC）
  - N-06A（2009年5月、NEC）
  - N-01B / N-02B（2009年12月、NEC）
  - N-04B / N-05B（2010年5月）
  - N-02C（2010年11月）
- サントリー「ほろよい」（2010年3月 - 2011年3月）
- バンダイナムコゲームス 「トレジャーリポート 機械じかけの遺産」 （2011年4月 - 6月）[注 29]
- Noz by Calie「アウトバス トリートメント」（2011年 - 2012年）
- ドウシシャ 「インディフィニ」（2013年 - 2014年）
- ポッカサッポロフード&ビバレッジ 「ゲロルシュタイナー」（2013年4月 - 2014年3月）[178]
- 大正製薬
  - パブロン鼻炎カプセルS（2014年2月 - 2019年2月）
  - パブロン鼻炎カプセルSα（2020年2月）
- GREE 「モンスターハンターロアオブカード」（2014年）
- ユニクロ
  - 極上ニット（2014年）
  - UNIQLO JEANS（2017年 - 2018年）
- ライオン「ブライトW」（2015年4月 - 2019年3月）[179]
- 大東建託 「DK SELECT」（2016年 - 2019年）[180][181]
- 宝酒造 「松竹梅白壁蔵『澪』」（2016年 - 2017年）[182][183] [184]
- 野村證券（2016年 - 2020年）
  - 「夢に力を。力に夢を。」シリーズ[185][186] [187] [188] [189]
  - 「それ 、野村にきいてみよう。」シリーズ[190] [191] [192][193] [194]
- ネスレ日本「ネスプレッソ」
  - マスターオリジン（2018年9月 - 2020年）[195]
  - ヴァーチュオ（2020年1月 - 2021年）[196]
- Geekly（2018年12月 - ）[197][198]
- アダストリア「GLOBAL WORK」 - 設立25周年キャンペーンアンバサダー（2020年4月）[199]
- キリンビール「麹レモンサワー」（2020年10月 - 2021年）
- NHN PlayArt「LINE:ディズニー ツムツム」- ツム木宏として出演。（2021年1月）[200]
- ファミリーマート（2021年3月 - 2022年2月）- 創立40周年記念アンバサダー [201]
- ホーユー「MEN’S BIGEN」（2021年5月 - ）
- オージオ 「ビューティーオープナー」（2021年10月 - 2023年）[202][203]
- サッポロビール「サッポロ GOLD STAR」（2022年1月 - 2023年）[204][205]
- KIYOラーニング 「スタディング」（2022年1月 - 9月）[206]
- MAX GAME PTE.LTD 「始皇帝の道へ：七雄の争い」（2022年10月）[207]
- 東海光学「ニューロセレクト」（2022年11月 - ）[208]
- 江崎グリコ「SUNAO」（2023年3月）
- エランコジャパン「クレデリオ錠」（2023年3月 - ）
- 日商エステムグループ（2023年4月 - ）
- 日本マクドナルド
  - ジューシーチキンフィレオ（2023年7月）- 地域限定（広島県・山口県岩国市）[209]
  - マック・THE・チキン（2023年11月）[210]
  - ビッグマック（2024年3月）
- 池田模範堂「ヒビケア」（2023年11月 - 2024年10月）
- 日本たばこ産業（2024年2月）
- 花王「キッチン泡ハイター」（2024年4月 - ）
- ソニー損害保険 火災保険「〇〇〇と思ったら」シリーズ（2025年3月 - ）[211]
- KAGOME「カゴメトマトジュース」（2025年4月 - ）[212]
- イオン「ホームコーディコールド」（2025年4月 - ）[213]
- アリナミン製薬「タケプロンs」（2025年8月 - ）[214]
- 厚生労働省「働き方改革」PR動画「くらし、はたらき、もっとススメ！」（2025年8月4日 - ）[215][216]

## 作品

### シングル
1. Seasons（2004年6月2日、限定盤：YRCN-10048、通常盤：YRCN-10049）
2. Emotion（2004年11月10日、限定盤：YRCN-10073、通常盤：YRCN-10074）
3. Love Goes/eyes（2006年2月15日、CD+DVD限定盤：AVCD-30880/B）
4. 希望の海/雨（2006年4月26日、CD+DVD：AVCD-30943/B、CD：AVCD-30944）
5. 約束/question（2006年5月24日、CD+DVD：AVCD-30947/B、CD：AVCD-30948）
6. ラバイバー 〜悲しみがまた繰り返そうと誰かに愛を唄う〜（2006年6月28日、CD+DVD：AVCD-30968/B、CD：AVCD-30969）
7. 踊ろうよ（2008年2月6日、限定盤〈フォトブック付〉：AVCD-31371、限定盤〈DVD付〉：AVCD-31370/B、通常盤：AVCD-31372）
8. 抱きしめたい （2008年3月19日 限定盤：AVCD-31391）
9. SLOW TIME（2009年4月22日、CD+DVD：AVCD-31566/B、CD+フォトブック：AVCD-31567）
10. FREE（2011年5月25日、CD+DVD限定盤〈A〉：UMCF-9575、CD+DVD限定盤〈B〉：UMCF-9576、通常盤：UMCF-5082）

### アルバム
1. RIPPLE（2004年12月15日、CD+DVD限定盤：YRCN-11040、CD：YRCN-11039）
2. Bridge（2008年3月19日、CD+DVD限定盤：AVCD-23556/B、通常盤：AVCD-23557）
3. Times...（2009年5月6日、CD+DVD+フォトブック限定盤：AVCD-23852/B、通常盤：AVCD-23853）
4. START（2011年6月22日）（通常盤：UMCF-1060）（初回限定盤 DVD付-LIVE Rehearsal Document-監督:手塚一紀：UMCF-9585）

### DVD
- Secret of 玉木宏 “SPIRIT”（2004年2月27日：JAN 4988707546556）
- Realize Hiroshi Tamaki music films 01（2004年6月30日：JAN 4571106702489）
- 世界ウルルン滞在記 Vol.3（2009年1月23日：JAN 4988104050137）
- TAMAKI HIROSHI LIVE TOUR 2009『alive』（2010年3月10日：JAN 4527427645950）
- のだめカンタービレ 千秋真一 コンプリート・エディション（2010年6月4日：JAN 4527427646704）

## 書籍
- Personal book『white』（2004年1月14日、祥伝社：ISBN 4-396-43007-8）

### 写真集
- PHOTO BOOK『COLOR（通常版）』（2007年1月14日、ワニブックス：ISBN 978-4-8470-2951-6）
- PHOTO BOOK『COLOR（豪華BOXセット）』（2007年3月31日、ワニブックス：ISBN 978-4-8470-2980-6）

### 関連書籍
- 連続テレビ小説『あさが来た』玉木宏 白岡新次郎と生きた軌跡（2016年4月16日、ワニブックス、ISBN 978-4-8470-9451-4）

## 写真展
- TASAKI Timeless Message Photo Gallery（2011年11月25日 - 12月25日、TASAKI銀座本店）[注 15]
- TASAKI Pearly Planet Photo Gallery（2013年11月22日 - 12月25日、TASAKI銀座本店）[45]
- Roots（2025年3月14日 - 6月15日、ライカギャラリー東京 / ライカギャラリー京都）[46]

## その他
- 集英社文庫 「ナツイチ」 - 夏のキャンペーンイメージキャラクター（2003年7月、2004年7月）[22]
  - 「恋愛フェア」 - 秋のキャンペーンイメージキャラクター（2004年11月）[217]
- マチュピチュ「発見」100年 インカ帝国展 「3Dスカイビューシアター」 - ナレーション（2012年3月10日 - 6月24日、国立科学博物館 / 2012年7月6日 - 2014年2月2日、仙台市博物館他）[218][219]
- BBC EARTH制作ドキュメンタリーBD&DVD『アフリカ BBCオリジナル完全版』 - 日本語版ナレーション（2014年5月23日、BBCワールドワイド）[220]
- フェルメールとレンブラント 17世紀オランダ黄金時代の巨匠たち展 - 音声ガイド（2016年1月14日 - 3月31日、六本木ヒルズ森タワー 森アーツセンターギャラリー[221] / 2016年4月6日 - 5月8日、福島県立美術館[222]）
- 島根県「ご縁フルエンサー」 - 島根県の広報大使（2018年7月24日 - 2019年3月31日）[223][224]
- UNIVERSAL MUSIC JAPAN「クラシックの100枚」キャンペーン - キービジュアル（2019年8月）[225]